# Jørgen Brunchorst
Jørgen Brunchorst (10 août 1862 - 19 mai 1917) est un naturaliste, homme politique et diplomate norvégien.

## Biographie
Brunchorst est né à Bergen, fils du constructeur de navires et capitaine Christian Ege Brunchorst (1835–64) et de sa femme Emma Wesenberg (1837–1919). Son neveu Knut Fægri est l'un des botanistes les plus remarquables du XIXe siècle. Brunchorst se spécialise en botanique à l'université et, après avoir terminé son doctorat en Allemagne, il devient directeur du musée de Bergen. À ce poste, il travaille à la vulgarisation des sciences naturelles et est également un pionnier dans le domaine de la phytopathologie en Norvège. 
Brunchorst est également un homme politique, représentant le Parti libéral et plus tard le Parti de la coalition. Il siège au parlement norvégien dans les périodes 1895–97 et 1903–06. Il est ensuite nommé ministre du Travail vers la fin du cabinet de Christian Michelsen en septembre 1907, et reste à ce poste pendant l'éphémère cabinet de Jørgen Løvland, d'octobre 1907 à mars 1908. Peu de temps avant sa période au gouvernement, il sert comme diplomate à La Havane, Cuba. Après la chute du gouvernement, il retourne à La Havane, avant d'être muté à Stockholm, en Suède, en 1910. En 1916, il est de nouveau transféré à Rome, en Italie, où il meurt l'année suivante. 